# Морбиделли, Алессандро
Алессандро Морбиделли (род. 2 мая 1966 года) — итальянский астроном и планетолог, в настоящее время работающий в Обсерватории Лазурного берега в Ницце.

## Биография
Морбиделли специализируется на динамике солнечной системы, особенно на формировании планет и миграции, а также на структуре поясов Койпера и астероидов. В 2000 году он получил премию Юри от Отдела планетных наук Американского астрономического общества. 17 ноября 2015 года Морбиделли был избран иностранным членом Французской Академии наук. планетолог из Обсерватории Лазурного берега в Ницце (Франция). Член французской и бельгийской академий наук. Он разработал наилучшие модели различных этапов эволюции Солнечной системы.